# Aeroportul Internațional Islamabad
Aeroportul Internațional Islamabad (IATA: ISB, ICAO: OPIS) este un aeroport din Islamabad Capital Territory⁠(d), Pakistan ce deservește zona Islamabad Capital Territory⁠(d). A fost deschis în 3 mai 2018 și numit după Islamabad.
Situat la o altitudine de 579 m, aeroportul dispune de o singură pistă. Este operat de Pakistan Civil Aviation Authority⁠(d).